# Lewisburg, West Virginia
Lewisburg är administrativ huvudort i Greenbrier County i West Virginia i USA. Enligt 2010 års folkräkning hade Lewisburg 3 830 invånare.

## Kända personer från Lewisburg
- Homer A. Holt, politiker
- Alexander Leslie Scott, författare